# Lemlax
Lemlax (finn. Lemlahdensaari) ist eine 34 km² große Insel im Schärenmeer vor der Südwestküste Finnlands. Sie liegt ca. 18 km Luftlinie südlich von Turku und gehört verwaltungsmäßig zur Stadt Pargas (Parainen). Auf der Insel liegen die Orte Brattnäs und Qvidja. Das Gut Qvidja ist der älteste Herrensitz Finnlands und eine der wenigen erhaltenen mittelalterlichen Adelsburgen des Landes. Die wichtigsten Nachbarinseln von Lemlax sind Kirjalaön im Norden, Ålön im Nordwesten und Stortervolandet im Westen.